# Boris Dittrich
Boris Dittrich (Utrecht, 21 luglio 1955) è un attivista, politico e scrittore olandese impegnato sul fronte dei diritti umani.

## Biografia
Laureato in giurisprudenza all'Università di Leida, ha esercitato la professione forense ad Amsterdam dal 1981 al 1989, poi, fino al 1994, è stato giudice presso il tribunale distrettuale di Alkmaar. È sposato con lo scultore olandese-israeliano Jehoshua Rozenman.

### Carriera politica
Dal 1994 al 2006 è stato deputato per il partito socioliberale D66, del quale nel 2003, è diventato leader. È stato tra i membri più attivi di sempre del parlamento olandese in termini di proposte di legge, e il primo ad averne firmato quattro successivamente approvate: contro lo stalking, per il diritto di parola della vittima nel processo penale, per l'abolizione della prescrizione nei reati di omicidio con e senza premeditazione, per la fissazione del prezzo dei libri a tutela di piccole librerie, autori e consumatori. Per le sue istanze in tema di matrimonio omosessuale, eutanasia, legalizzazione di alcune professioni del sesso e depenalizzazione del consumo di droghe leggere è stato figura di riferimento nazionale. È stato il primo deputato dichiaratamente gay a incentrare l'attenzione sui diritti LGBT. La lunga campagna intrapresa nel 1994 per il matrimonio egualitario è sfociata nel riconoscimento dell'istituto, per la prima volta nel mondo, nei Paesi Bassi.

### Impegno attivistico
A inizio 2007 Dittrich ha assunto l'incarico di Global Advocacy Director del progetto per i diritti LGBT di Human Right Watch a New York. Come tale opera a vari livelli, nazionali e no, contro la discriminazione e per l'uguaglianza dei diritti delle persone omosessuali. Nel 2006 la regina Beatrice gli ha concesso il cavalierato dell'Ordine di Orange-Nassau.

## Opere
Il romanzo W.O.L.F. del 2016 è stato selezionato come miglior thriller olandese da Vrij Nederland Thriller- en detectivegids.
- Een blauwe stoel in Paars, Van Gennep, 2001
- Elke Liefde Telt, Nieuw Amsterdam, 2009
- Moord en Brand, Nieuw Amsterdam, 2011
- De Waarheid liegen, de Arbeiderspers, 2013
- W.O.L.F., Cargo, 2016